# José Luis Badalt
José Luis Badalt (Santiago de Querétaro, Querétaro, 21 de diciembre de 1988) es un actor, modelo y conductor de televisión mexicano.

## Biografía
Se capacitó actoralmente en el Centro de Educación Artística de Televisa y ha participado en varias telenovelas y series de dicha empresa con roles de reparto y antagónicos. y en la conducción ha hecho programas como la versión mexicana de la serie documental estadounidense Catfish y el programa de variedades y entretenimiento Desubicados.

## Filmografía

### Televisión
- Vivir de amor (2024) ... Moises
- Pienso en ti (2023) ... Rodolfo «Fofo» Manzo[4]
- Servir y proteger (2022) ... Emmanuel
- La casa de las flores (2019) ... Moebius
- Esta historia me suena (2019) ... Mario
- Enamorándome de Ramón (2017) ... Darío González
- Tres veces Ana (2016) ... Tadeo
- La Vecina (2015-2016) ... Ramón[5]
- Hasta el fin de mundo (2014)
- La gata (2014) ... Willy
- De que te quiero, te quiero (2013-2014) ... Óscar
- Como dice el dicho (2012-2016) ... Varios roles[6]
- Una familia con suerte (2011)
- La rosa de Guadalupe (2011-2017) ... Varios personajes

### Programas
- Desubicados
- Catfish: México (2018) ... Él mismo - conductor

### Series web
- Desubicados (2014-2016) ... Rafa
- La princesa que lorba sangre (2017) ... Ferenc
- Campamento Desventura (2022) ... James Costa
- Campamento Desventura All-Stars (2024) ... James Costa

### Cine
- Sin origen (2020) ... Tristan
- Criaturas ajenas (2019) ... Samuel
- Mar (2017) ... Celso
- Hagamos un corto (2013)